# Francis Christian
Francis Joseph Christian (ur. 8 października 1942 w Peterborough, New Hampshire) – amerykański duchowny katolicki, biskup pomocniczy diecezji Manchester w latach 1996-2018.
Święcenia kapłańskie otrzymał w dniu 29 czerwca 1968. Służył duszpastersko na terenie rodzinnej diecezji.
2 kwietnia 1996 mianowany biskupem pomocniczym Manchesteru ze stolicą tytularną Quincy. Sakry udzielił mu bp Leo Edward O’Neil.
2 lutego 2018 przeszedł na emeryturę.